# Primera División B 2016
El campeonato de la Primera División B 2016 del fútbol paraguayo, denominado "Homenaje a Alejandro Domínguez y Centenario de la Conmebol" fue la septuagésima quinta edición de un campeonato oficial de Tercera División en ese momento denominado Primera División B, organizado por la Asociación Paraguaya de Fútbol. El campeonato inició el 16 de abril, con el clásico de Barrio Jara entre Tacuary y Ameliano, disputado en el estadio Toribio Vargas, donde se realizaron los actos inaugurales de la competición. En la temporada compitieron 14 equipos.
En un muy disputado campeonato el club Martín Ledesma se proclamó campeón en la última fecha del campeonato y así logró su ascenso a la División Intermedia. El club Ameliano como subcampeón ganó el derecho de jugar el repechaje contra el campeón de la Primera División B Nacional por el ascenso, pero finalmente no pudo lograr el ascenso.
El club Oriental perdió la categoría en forma anticipada en la fecha 23.

## Sistema de competición
El modo de disputa al igual que en las temporadas precedentes es el de todos contra todos a partidos de ida y vuelta, es decir a dos rondas compuestas por trece jornadas cada una con localía recíproca. Se consagrará campeón el equipo que acumule la mayor cantidad de puntos al término de las 26 fechas.
En caso de paridad de puntos entre dos contendientes, se define el título en un partido extra. De existir más de dos en disputa, se resuelve según los siguientes parámetros:
1) saldo de goles;
2) mayor cantidad de goles marcados;
3) mayor cantidad de goles marcados en condición de visitante;
4) sorteo.

## Producto de la clasificación
- El torneo coronará al 74° campeón en la historia de la Tercera División.[8]

- El campeón del torneo, obtendrá directamente su ascenso a la División Intermedia.[9]

- El subcampeón del torneo, accederá al repechaje por el ascenso contra el campeón de la Primera División Nacional B.

- El equipo que termine en la última posición en el torneo, descenderá a la Primera División C.[10]

## Ascensos y descensos
| Ascendidos a División Intermedia |
| --- |
| Olimpia de Itá (Campeón de la Primera División B)                                                                                           |
| Fulgencio Yegros (Ñemby) (Subcampeón de la Primera División B y ganador del repechaje ante el subcampeón de la Primera División Nacional B) |

| Descendido a Primera División C                              |
| ------------------------------------------------------------ |
| General Caballero CG (Último ubicado en la temporada pasada) |

| Ascendidos de Primera División C               |
| ---------------------------------------------- |
| Recoleta (Campeón de la Primera División C)    |
| Ameliano (Subcampeón de la Primera División C) |

| Descendidos de División Intermedia                               |
| ---------------------------------------------------------------- |
| Tacuary (Penúltimo en el promedio de la temporada pasada)        |
| 12 de octubre (I) (Último en el promedio de la temporada pasada) |

## Equipos participantes
| Equipo            | Fundación                | Ciudad      | Estadio                      | Capacidad |
| ----------------- | ------------------------ | ----------- | ---------------------------- | --------- |
| 12 de octubre (I) | 14 de agosto de 1914     | Itauguá     | Luis Alberto Salinas Tanasio | 10 000    |
| 29 de septiembre  | 30 de abril de 1942      | Luque       | Salustiano Zaracho           | 2500      |
| 3 de febrero      | 10 de marzo de 1949      | Asunción    | 3 de febrero                 | 500       |
| 3 de noviembre    | 15 de mayo de 1959       | Asunción    | Rubén Ramírez                | 1500      |
| Ameliano          | 6 de enero de 1936       | Asunción    | José Tomás Silva             | 800       |
| Benjamín Aceval   | 6 de junio de 1918       | Villa Hayes | Isidro Roussillón            | 5000      |
| Capitán Figari    | 1 de marzo de 1931       | Lambaré     | Juan B. Ruíz Díaz            | 5500      |
| Cerro Corá        | 1 de marzo de 1925       | Asunción    | Andrés Rodríguez             | 6000      |
| Colegiales        | 7 de enero de 1977       | Lambaré     | Luciano Zacarías             | 8000      |
| Martín Ledesma    | 22 de septiembre de 1914 | Capiatá     | Enrique Soler                | 5000      |
| Oriental          | 12 de marzo de 1912      | Asunción    | Estadio Oriental             | 3500      |
| Recoleta          | 12 de febrero de 1931    | Asunción    | Roque Battilana              | 6000      |
| Sportivo Limpeño  | 16 de julio de 1914      | Limpio      | Optaciano Gómez              | 1500      |
| Tacuary           | 10 de diciembre de 1923  | Asunción    | Toribio Vargas               | 3000      |

### Distribución geográfica de los equipos
| Región                           | Cant. | Equipos |
| -------------------------------- | ----- | --- |
| Distrito Capital                 | 7     | 3 de febrero, 3 de noviembre, Ameliano, Cerro Corá, Oriental, Recoleta, Tacuary.                                                                        |
| Departamento Central             | 6     | Capitán Figari y Atlético Colegiales (Lambaré); 29 de Septiembre (Luque); 12 de octubre (Itauguá); Martín Ledesma (Capiatá); Sportivo Limpeño (Limpio). |
| Departamento de Presidente Hayes | 1     | Dr. Benjamín Aceval. |

## Clasificación
- Actualizado el 18 de septiembre de 2016

| Pos. | Equipos                | PJ | PG | PE | PP | GF | GC | S   | Pts. |
| ---- | ---------------------- | -- | -- | -- | -- | -- | -- | --- | ---- |
| 1.   | Martín Ledesma         | 26 | 14 | 7  | 5  | 46 | 25 | 21  | 49   |
| 2.   | Ameliano               | 26 | 14 | 5  | 7  | 43 | 35 | 8   | 47   |
| 3.   | Sportivo Limpeño       | 26 | 11 | 10 | 5  | 49 | 41 | 8   | 43   |
| 4.   | Recoleta (**) (***)    | 26 | 10 | 6  | 10 | 41 | 38 | 3   | 41   |
| 5.   | 3 de febrero           | 26 | 10 | 9  | 7  | 40 | 34 | 6   | 39   |
| 6.   | Capitán Figari (#)     | 26 | 9  | 8  | 9  | 38 | 31 | 7   | 38   |
| 7.   | Dr. Benjamín Aceval(*) | 26 | 9  | 7  | 10 | 43 | 49 | -6  | 37   |
| 8.   | Cerro Corá (***) (#)   | 26 | 12 | 6  | 8  | 43 | 38 | 5   | 36   |
| 9.   | 12 de octubre (I)      | 26 | 10 | 5  | 11 | 31 | 34 | -3  | 35   |
| 10.  | Colegiales             | 26 | 10 | 4  | 12 | 41 | 44 | -3  | 34   |
| 11.  | 29 de Septiembre (*)   | 26 | 10 | 5  | 11 | 36 | 36 | 0   | 32   |
| 12.  | Tacuary                | 26 | 7  | 10 | 9  | 33 | 33 | 0   | 31   |
| 13.  | 3 de noviembre         | 26 | 6  | 8  | 12 | 27 | 37 | -10 | 26   |
| 14.  | Oriental(**)           | 26 | 3  | 4  | 19 | 30 | 66 | -36 | 12   |

Pos=Posición; PJ=Partidos jugados; PG=Partidos ganados; PE=Partidos empatados; PP=Partidos perdidos; Pts=Puntos 

GF=Goles a favor; GC=Goles en contra; DG=Diferencia de gol
(*)Dr. Benjamín Aceval le ganó una protesta al 29 de Septiembre por el partido de la 13.ª fecha, por lo que se le asignaron tres puntos más, así mismo se le restaron tres puntos a 29 de Septiembre. 
 (**)Recoleta le ganó una protesta a Oriental por el partido de la 19.ª fecha, por lo que se le asignaron dos puntos más, así mismo se le restó un punto a Oriental. 
 (***)Recoleta le ganó una protesta a Cerro Corá por el partido de la 18.ª fecha, por lo que se le asignaron tres puntos más, así mismo se le restaron tres puntos a Cerro Corá. 
 (#)Capitán Figari le ganó una protesta a Cerro Corá por el partido de la 19.ª fecha, por lo que se le asignaron tres puntos más, así mismo se le restaron tres puntos a Cerro Corá.
|  | Ascendido a Segunda División |

|  | Perdió repechaje por ascenso a Segunda División |

|  | Descendió a la Cuarta División |

## Repechaje por el ascenso
Ameliano al lograr el subcampeonato del torneo disputó partidos de ida y vuelta contra el club 22 de Septiembre de Encarnación campeón de la Primera División B Nacional por un cupo de ascenso a la Segunda División. La localía se estableció por sorteo, para la definición si había igualdad de puntos, se tendría en cuenta la diferencia de goles, si persistía la igualdad se definiría en tanda de penales. Finalmente Ameliano perdió el repechaje. 
| 2 de octubre, 16:00 Hs. | 22 de Septiembre                                         | 3:2     | Ameliano                               | Estadio El Bosque del Decano, Encarnación                |                                                          |
|                         | Derlis Benítez 53' · Elías Sarquis 68' · Diego Yager 73' | Reporte | Marcos Caballero 33' · Ángel Gómez 57' | Asistencia: 1586 espectadores Árbitro(s): Ulises Mereles | Asistencia: 1586 espectadores Árbitro(s): Ulises Mereles |

| 9 de octubre, 16:00 Hs. | Ameliano                                   | 2:2     | 22 de Septiembre                          | Estadio José Tomás Silva, Asunción                          |                                                             |
|                         | Marcos Caballero 69' · Rodrigo Jacquet 84' | Reporte | Alexander Ramírez 17' · Elías Sarquis 26' | Asistencia: 1333 espectadores Árbitro(s): Arnaldo Samaniego | Asistencia: 1333 espectadores Árbitro(s): Arnaldo Samaniego |

## Campeón
|                            |
| Martín Ledesma 1.er título |

## Resultados
| Tacuary          | 0 - 1 | Ameliano          | Toribio Vargas     | 16 de abril |
| Capitán Figari   | 1 - 2 | 3 de febrero      | Juan B. Ruiz Díaz  | 17 de abril |
| Recoleta         | 2 - 3 | Limpeño           | Roque Battilana    | 17 de abril |
| 3 de noviembre   | 1 - 0 | Benjamín Aceval   | Dr. Rubén Ramírez  | 17 de abril |
| 29 de Septiembre | 1 - 1 | 12 de octubre (I) | Salustiano Zaracho | 17 de abril |
| Colegiales       | 0 - 2 | Martín Ledesma    | Luciano Zacarías   | 17 de abril |
| Oriental         | 1 - 2 | Cerro Corá        | Toribio Vargas     | 17 de abril |

| Oriental          | 1 - 5 | Tacuary          | Emiliano Ghezzi      | 23 de abril |
| Cerro Corá        | 1 - 4 | Colegiales       | Andrés Rodríguez     | 23 de abril |
| Martín Ledesma    | 2 - 1 | 29 de Septiembre | Enrique Soler        | 23 de abril |
| 12 de octubre (I) | 1 - 0 | 3 de noviembre   | Luis Salinas Tanasio | 23 de abril |
| Benjamín Aceval   | 2 - 0 | Recoleta         | Isidro Roussillón    | 23 de abril |
| Limpeño           | 0 - 0 | Capitán Figari   | Optaciano Gómez      | 23 de abril |
| 3 de febrero      | 3 - 1 | Ameliano         | Tomás Beggan Correa  | 23 de abril |

| Tacuary          | 1 - 2 | 3 de febrero      | Toribio Vargas     | 27 de abril |
| Ameliano         | 2 - 2 | Limpeño           | José Tomás Silva   | 27 de abril |
| Capitán Figari   | 4 - 0 | Benjamín Aceval   | Juan B. Ruíz Díaz  | 27 de abril |
| Recoleta         | 5 - 0 | 12 de octubre (I) | Roque Battilana    | 27 de abril |
| 3 de noviembre   | 2 - 0 | Martín Ledesma    | Rubén Ramírez      | 27 de abril |
| 29 de Septiembre | 0 - 1 | Cerro Corá        | Salustiano Zaracho | 27 de abril |
| Colegiales       | 5 - 3 | Oriental          | Luciano Zacarías   | 27 de abril |

| Colegiales        | 3 - 2 | Tacuary          | Luciano Zacarías     | 30 de abril |
| Oriental          | 2 - 1 | 29 de Septiembre | Toribio Vargas       | 30 de abril |
| Cerro Corá        | 3 - 0 | 3 de noviembre   | Andrés Rodríguez     | 30 de abril |
| Martín Ledesma    | 5 - 0 | Recoleta         | Enrique Soler        | 30 de abril |
| 12 de octubre (I) | 0 - 1 | Capitán Figari   | Luis Salinas Tanasio | 30 de abril |
| Limpeño           | 2 - 1 | 3 de febrero     | Optaciano Gómez      | 30 de abril |
| Benjamín Aceval   | 3 - 2 | Ameliano         | Isidro Roussillón    | 1 de mayo   |

| Tacuary          | 1 - 1 | Limpeño           | Toribio Vargas      | 7 de mayo |
| 3 de febrero     | 1 - 3 | Benjamín Aceval   | Tomás Beggan Correa | 7 de mayo |
| Capitán Figari   | 2 - 1 | Martín Ledesma    | Juan B. Ruíz Díaz   | 7 de mayo |
| Recoleta         | 2 - 1 | Cerro Corá        | Roque Battilana     | 7 de mayo |
| Ameliano         | 2 - 1 | 12 de octubre (I) | José Tomás Silva    | 8 de mayo |
| 3 de noviembre   | 3 - 1 | Oriental          | Rubén Ramírez       | 8 de mayo |
| 29 de Septiembre | 2 - 1 | Colegiales        | Salustiano Zaracho  | 8 de mayo |

| 29 de Septiembre  | 4 - 1 | Tacuary        | Salustiano Zaracho   | 11 de mayo |
| Colegiales        | 2 - 1 | 3 de noviembre | Luciano Zacarías     | 11 de mayo |
| Oriental          | 1 - 2 | Recoleta       | Toribio Vargas       | 11 de mayo |
| Cerro Corá        | 1 - 1 | Capitán Figari | Andrés Rodríguez     | 11 de mayo |
| Martín Ledesma    | 2 - 0 | Ameliano       | Enrique Soler        | 11 de mayo |
| 12 de octubre (I) | 3 - 1 | 3 de febrero   | Luis Salinas Tanasio | 11 de mayo |
| Benjamín Aceval   | 2 - 2 | Limpeño        | Isidro Roussillón    | 11 de mayo |

| Tacuary        | 2 - 0 | Benjamín Aceval   | Toribio Vargas      | 14 de mayo |
| Limpeño        | 3 - 1 | 12 de octubre (I) | Optaciano Gómez     | 14 de mayo |
| 3 de febrero   | 1 - 1 | Martín Ledesma    | Tomás Beggan Correa | 14 de mayo |
| Ameliano       | 4 - 1 | Cerro Corá        | José Tomás Silva    | 14 de mayo |
| Recoleta       | 3 - 0 | Colegiales        | Roque Battilana     | 14 de mayo |
| Capitán Figari | 3 - 1 | Oriental          | Juan B. Ruíz Díaz   | 15 de mayo |
| 3 de noviembre | 0 - 2 | 29 de Septiembre  | Rubén Ramírez       | 15 de mayo |

| Cerro Corá        | 2 - 3 | 3 de febrero    | Andrés Rodríguez     | 21 de mayo |
| Martín Ledesma    | 5 - 3 | Limpeño         | Enrique Soler        | 21 de mayo |
| Colegiales        | 2 - 1 | Capitán Figari  | Luciano Zacarías     | 22 de mayo |
| 29 de Septiembre  | 2 - 0 | Recoleta        | Salustiano Zaracho   | 22 de mayo |
| Oriental          | 1 - 2 | Ameliano        | Tomás Beggan Correa  | 22 de mayo |
| 3 de noviembre    | 0 - 2 | Tacuary         | Rubén Ramírez        | 22 de mayo |
| 12 de octubre (I) | 2 - 0 | Benjamín Aceval | Luis Salinas Tanasio | 22 de mayo |

| Tacuary         | 0 - 0 | 12 de octubre (I) | Toribio Vargas      | 29 de mayo |
| Limpeño         | 2 - 4 | Cerro Corá        | Optaciano Gómez     | 29 de mayo |
| Ameliano        | 1 - 0 | Colegiales        | José Tomás Silva    | 29 de mayo |
| Capitán Figari  | 1 - 2 | 29 de Septiembre  | Juan B. Ruíz Díaz   | 29 de mayo |
| 3 de febrero    | 3 - 1 | Oriental          | Tomás Beggan Correa | 1 de junio |
| Recoleta        | 2 - 0 | 3 de noviembre    | Roque Battilana     | 1 de junio |
| Benjamín Aceval | 1 - 3 | Martín Ledesma    | Isidro Roussillón   | 1 de junio |

| Colegiales       | 1 - 2 | 3 de febrero      | Luciano Zacarías    | 4 de junio |
| Cerro Corá       | 1 - 2 | Benjamín Aceval   | Andrés Rodríguez    | 4 de junio |
| Recoleta         | 3 - 0 | Tacuary           | Roque Battilana     | 5 de junio |
| 3 de noviembre   | 1 - 1 | Capitán Figari    | Rubén Ramírez       | 5 de junio |
| 29 de Septiembre | 0 - 1 | Ameliano          | Salustiano Zaracho  | 5 de junio |
| Oriental         | 0 - 0 | Limpeño           | Tomás Beggan Correa | 5 de junio |
| Martín Ledesma   | 2 - 1 | 12 de octubre (I) | Enrique Soler       | 5 de junio |

| 3 de febrero      | 4 - 0 | 29 de Septiembre | Tomás Beggan Correa | 11 de junio |
| Tacuary           | 0 - 0 | Martín Ledesma   | Toribio Vargas      | 12 de junio |
| 12 de octubre (I) | 3 - 0 | Cerro Corá       | Luis Salinas        | 12 de junio |
| Benjamín Aceval   | 2 - 1 | Oriental         | Isidro Roussillón   | 12 de junio |
| Limpeño           | 2 - 2 | Colegiales       | Optaciano Gómez     | 12 de junio |
| Ameliano          | 3 - 2 | 3 de noviembre   | José Tomás Silva    | 12 de junio |
| Capitán Figari    | 2 - 3 | Recoleta         | Juan B. Ruíz Díaz   | 12 de junio |

| Capitán Figari   | 2 - 1 | Tacuary           | Juan B. Ruíz Díaz   | 18 de junio |
| Recoleta         | 1 - 1 | Ameliano          | Roque Battilana     | 18 de junio |
| 3 de noviembre   | 0 - 0 | 3 de febrero      | Rubén Ramírez       | 18 de junio |
| Oriental         | 2 - 2 | 12 de octubre (I) | Tomás Beggan Correa | 18 de junio |
| Cerro Corá       | 1 - 1 | Martín Ledesma    | Andrés Rodríguez    | 18 de junio |
| Colegiales       | 2 - 2 | Benjamín Aceval   | Luciano Zacarías    | 19 de junio |
| 29 de Septiembre | 1 - 1 | Limpeño           | Salustiano Zaracho  | 19 de junio |

| Tacuary           | 2 - 3 | Cerro Corá       | Toribio Vargas      | 25 de junio |
| Martín Ledesma    | 4 - 1 | Oriental         | Enrique Soler       | 25 de junio |
| 3 de febrero      | 2 - 1 | Recoleta         | Tomás Beggan Correa | 25 de junio |
| Ameliano          | 1 - 0 | Capitán Figari   | José Tomás Silva    | 25 de junio |
| 12 de octubre (I) | 1 - 0 | Colegiales       | Luis Salinas        | 26 de junio |
| Benjamín Aceval   | 1 - 2 | 29 de Septiembre | Isidro Roussillón   | 26 de junio |
| Limpeño           | 2 - 2 | 3 de noviembre   | Optaciano Gómez     | 26 de junio |

| 3 de febrero      | 3 - 3 | Capitán Figari   | Luciano Zacarías  | 9 de julio  |
| Limpeño           | 3 - 1 | Recoleta         | Optaciano Gómez   | 9 de julio  |
| Martín Ledesma    | 1 - 3 | Colegiales       | Enrique Soler     | 9 de julio  |
| Cerro Corá        | 2 - 0 | Oriental         | Andrés Rodríguez  | 9 de julio  |
| Ameliano          | 2 - 2 | Tacuary          | José Tomás Silva  | 10 de julio |
| Benjamín Aceval   | 0 - 0 | 3 de noviembre   | Isidro Roussillón | 10 de julio |
| 12 de octubre (I) | 3 - 1 | 29 de Septiembre | Luis Salinas      | 10 de julio |

| 3 de noviembre   | 1 - 0 | 12 de octubre (I) | Rubén Ramírez      | 16 de julio  |
| Capitán Figari   | 3 - 0 | Sportivo Limpeño  | Juan B. Ruíz Díaz  | 16 de julio  |
| Recoleta         | 0 - 0 | Benjamín Aceval   | Roque Battilana    | 17 de julio  |
| Ameliano         | 1 - 0 | 3 de febrero      | José Tomás Silva   | 17 de julio  |
| Colegiales       | 3 - 1 | Cerro Corá        | Colegialito        | 17 de julio  |
| 29 de Septiembre | 1 - 3 | Martín Ledesma    | Salustiano Zaracho | 17 de julio  |
| Tacuary          | 2 - 2 | Oriental          | Toribio Vargas     | 31 de agosto |

| 3 de febrero      | 0 - 0 | Tacuary          | Luciano Zacarías   | 20 de julio |
| Limpeño           | 3 - 2 | Ameliano         | Optaciano Gómez    | 20 de julio |
| Benjamín Aceval   | 1 - 1 | Capitán Figari   | Isidro Roussillón  | 20 de julio |
| 12 de octubre (I) | 2 - 1 | Recoleta         | Luis Salinas       | 20 de julio |
| Martín Ledesma    | 1 - 2 | 3 de noviembre   | Enrique Soler      | 20 de julio |
| Cerro Corá        | 1 - 1 | 29 de Septiembre | Andrés Rodríguez   | 20 de julio |
| Oriental          | 0 - 2 | Colegiales       | Salustiano Zaracho | 20 de julio |

| 3 de febrero     | 0 - 0 | Limpeño           | Tomás Beggan Correa | 23 de julio |
| Tacuary          | 0 - 1 | Colegiales        | Toribio Vargas      | 24 de julio |
| 29 de Septiembre | 1 - 2 | Oriental          | Salustiano Zaracho  | 24 de julio |
| 3 de noviembre   | 0 - 0 | Cerro Corá        | Rubén Ramírez       | 24 de julio |
| Recoleta         | 1 - 1 | Martín Ledesma    | Roque Battilana     | 24 de julio |
| Capitán Figari   | 0 - 1 | 12 de octubre (I) | Juan B. Ruíz Díaz   | 24 de julio |
| Ameliano         | 1 - 2 | Benjamín Aceval   | José Tomás Silva    | 24 de julio |

| Limpeño           | 1 - 1 | Tacuary          | Optaciano Gómez     | 29 de julio |
| Benjamín Aceval   | 4 - 2 | 3 de febrero     | Isidro Roussillón   | 30 de julio |
| 12 de octubre (I) | 1 - 1 | Ameliano         | Luis Salinas        | 30 de julio |
| Martín Ledesma    | 2 - 1 | Capitán Figari   | Enrique Soler       | 30 de julio |
| Cerro Corá        | 3 - 2 | Recoleta         | Andrés Rodríguez    | 30 de julio |
| Colegiales        | 1 - 3 | 29 de Septiembre | Colegialito         | 30 de julio |
| Oriental          | 2 - 1 | 3 de noviembre   | Tomás Beggan Correa | 31 de julio |

| Ameliano       | 1 - 0 | Martín Ledesma    | José Tomás Silva    | 3 de agosto |
| Limpeño        | 4 - 0 | Benjamín Aceval   | Optaciano Gómez     | 3 de agosto |
| 3 de noviembre | 1 - 1 | Colegiales        | Rubén Ramírez       | 3 de agosto |
| Tacuary        | 2 - 0 | 29 de Septiembre  | Toribio Vargas      | 3 de agosto |
| Capitán Figari | 1 - 2 | Cerro Corá        | Juan B. Ruíz Díaz   | 3 de agosto |
| 3 de febrero   | 2 - 0 | 12 de octubre (I) | Tomás Beggan Correa | 3 de agosto |
| Recoleta       | 0 - 0 | Oriental          | Roque Battilana     | 3 de agosto |

| Oriental          | 2 - 3 | Capitán Figari | Tomás Beggan Correa | 6 de agosto |
| Cerro Corá        | 2 - 0 | Ameliano       | Andrés Rodríguez    | 6 de agosto |
| Colegiales        | 3 - 1 | Recoleta       | Colegialito         | 7 de agosto |
| Benjamín Aceval   | 0 - 2 | Tacuary        | Isidro Roussillón   | 7 de agosto |
| 12 de octubre (I) | 1 - 2 | Limpeño        | Luis Salinas        | 7 de agosto |
| 29 de Septiembre  | 1 - 0 | 3 de noviembre | Salustiano Zaracho  | 7 de agosto |
| Martín Ledesma    | 1 - 0 | 3 de febrero   | Enrique Soler       | 7 de agosto |

| 3 de febrero    | 1 - 1 | Cerro Corá        | Tomás Beggan Correa | 13 de agosto |
| Recoleta        | 3 - 0 | 29 de Septiembre  | Roque Battilana     | 13 de agosto |
| Capitán Figari  | 1 - 0 | Colegiales        | Juan B. Ruíz Díaz   | 13 de agosto |
| Benjamín Aceval | 3 - 3 | 12 de octubre (I) | Isidro Roussillón   | 13 de agosto |
| Limpeño         | 1 - 3 | Martín Ledesma    | Optaciano Gómez     | 14 de agosto |
| Tacuary         | 0 - 0 | 3 de noviembre    | Toribio Vargas      | 14 de agosto |
| Ameliano        | 4 - 1 | Oriental          | José Tomás Silva    | 14 de agosto |

| Colegiales        | 1 - 2 | Ameliano        | Luciano Zacarías    | 20 de agosto |
| 3 de noviembre    | 2 - 3 | Recoleta        | Rubén Ramírez       | 20 de agosto |
| Cerro Corá        | 0 - 1 | Limpeño         | Andrés Rodríguez    | 20 de agosto |
| Oriental          | 1 - 2 | 3 de febrero    | Tomás Beggan Correa | 20 de agosto |
| 12 de octubre (I) | 1 - 2 | Tacuary         | Luis Salinas        | 21 de agosto |
| Martín Ledesma    | 0 - 0 | Benjamín Aceval | Enrique Soler       | 21 de agosto |
| 29 de Septiembre  | 0 - 0 | Capitán Figari  | Salustiano Zaracho  | 21 de agosto |

| Tacuary           | 2 - 1 | Recoleta         | Toribio Vargas      | 27 de agosto |
| Capitán Figari    | 1 - 2 | 3 de noviembre   | Juan B. Ruíz Díaz   | 27 de agosto |
| 3 de febrero      | 2 - 2 | Colegiales       | Tomás Beggan Correa | 27 de agosto |
| Limpeño           | 2 - 1 | Oriental         | Optaciano Gómez     | 27 de agosto |
| Benjamín Aceval   | 2 - 4 | Cerro Corá       | Isidro Roussillón   | 27 de agosto |
| Ameliano          | 3 - 2 | 29 de Septiembre | José Tomás Silva    | 28 de agosto |
| 12 de octubre (I) | 0 - 1 | Martín Ledesma   | Luis Salinas        | 28 de agosto |

| Martín Ledesma   | 1 - 1 | Tacuary           | Enrique Soler       | 3 de septiembre |
| Cerro Corá       | 2 - 0 | 12 de octubre (I) | Andrés Rodríguez    | 3 de septiembre |
| Colegiales       | 0 - 4 | Limpeño           | Colegialito         | 3 de septiembre |
| 29 de Septiembre | 0 - 0 | 3 de febrero      | Salustiano Zaracho  | 3 de septiembre |
| 3 de noviembre   | 1 - 3 | Ameliano          | Rubén Ramírez       | 3 de septiembre |
| Recoleta         | 1 - 1 | Capitán Figari    | Roque Battilana     | 3 de septiembre |
| Oriental         | 2 - 8 | Benjamín Aceval   | Tomás Beggan Correa | 7 de septiembre |

| Tacuary           | 1 - 1 | Capitán Figari   | Toribio Vargas      | 10 de septiembre |
| 3 de febrero      | 2 - 2 | 3 de noviembre   | Tomás Beggan Correa | 10 de septiembre |
| Benjamín Aceval   | 4 - 2 | Colegiales       | Isidro Roussillón   | 10 de septiembre |
| 12 de octubre (I) | 2 - 1 | Oriental         | Luis Salinas        | 10 de septiembre |
| Ameliano          | 1 - 1 | Recoleta         | José Tomás Silva    | 11 de septiembre |
| Limpeño           | 1 - 3 | 29 de Septiembre | Optaciano Gómez     | 11 de septiembre |
| Martín Ledesma    | 1 - 1 | Cerro Corá       | Enrique Soler       | 11 de septiembre |

| Colegiales       | 0 - 1 | 12 de octubre (I) | Luciano Zacarías   | 14 de septiembre |
| 3 de noviembre   | 3 - 4 | Limpeño           | Rubén Ramírez      | 15 de septiembre |
| Cerro Corá       | 3 - 1 | Tacuary           | Andrés Rodríguez   | 17 de septiembre |
| Recoleta         | 2 - 1 | 3 de febrero      | Roque Battilana    | 17 de septiembre |
| Oriental         | 0 - 3 | Martín Ledesma    | Luis Salinas       | 18 de septiembre |
| 29 de septiembre | 5 - 1 | Benjamín Aceval   | Salustiano Zaracho | 18 de septiembre |
| Capitán Figari   | 3 - 1 | Ameliano          | Juan B. Ruíz Díaz  | 18 de septiembre |